# Protitelo proti cikličnemu citruliniranemu peptidu
Protitelo proti cikličnemu citruliniranemu peptidu ali protitelo ACPA (ACPA, angl. anti-citrullinated peptide antibody) je avtoprotitelo razreda IgG v serumu bolnikov z revmatoidnim artritisom, ki v testu ELISA reagira z reagentom cikličnim citruliniranim peptidom (CCP).
Pri vnetju se lahko argininski aminokislinski ostanek v beljakovinah, kot je vimentin, encimsko pretvori v citrulin. Proces se imenuje citrulinacija. Če se oblika beljakovine pri tem znatno spremeni, jo lahko imunski sistem prepozna kot antigen in sproži imunski odziv. Protitelesa ACPA so se izkazala kot uporaben biološki označevalec revmatoidnega artritisa, ki se lahko uporabi že zelo zgodaj v poteku bolezni.

## Klinični pomen
Protitelesa ACPA so, poleg revmatoidnega dejavnika (RF; angl. rheumatoid factor), pomemben biološki označevalec za diagnozo revmatoidnega artritisa. Prisotna so pri 60 do 70 % bolnikov, so visokospecifična za revmatoidni artritis in napovedujejo težji potek bolezni.